# (31883) Susanstern
2000 FD22 (asteroide 31883) é um asteroide da cintura principal. Possui uma excentricidade de 0.09442030 e uma inclinação de 7.07523º.
Este asteroide foi descoberto no dia 29 de março de 2000 por LINEAR em Socorro.